# 维利耶库蒂尔
维利耶库蒂尔（法語：Villiers-Couture，法語發音：[vilje kutyʁ]）是法国滨海夏朗德省的一个市镇，位于该省东部，和德塞夫勒省接壤，属于圣让当热利区。

## 地理
维利耶库蒂尔（45°59'0"N, 0°9'7"W）面积8.37 平方千米，位于法国新阿基坦大区滨海夏朗德省，该省份为法国西部滨海省份，北起旺代省，西临大西洋，南至吉倫特省，东南接多爾多涅省，东北接德塞夫勒省接壤，东临夏朗德省。
与维利耶库蒂尔接壤的市镇（或旧市镇、城区）包括：希沃、方丹沙朗德赖、罗马济耶尔、欧比涅。

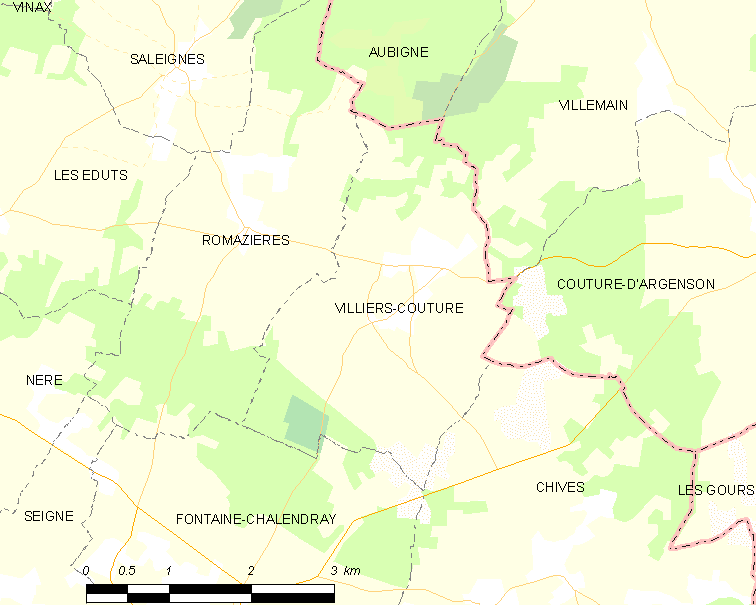
维利耶库蒂尔的OSM定位图

维利耶库蒂尔的时区为UTC+01:00、UTC+02:00（夏令时）。

## 行政
维利耶库蒂尔的邮政编码为17510，INSEE市镇编码为17477。

## 政治
维利耶库蒂尔所属的省级选区为马塔县。

## 人口

1962-2008年间维利耶库蒂尔人口变化图示

维利耶库蒂尔于2022年1月1日时的人口数量为108人。